# Pterygocythereis miocenica
Pterygocythereis miocenica är en kräftdjursart som beskrevs av van den Bold 1967. Pterygocythereis miocenica ingår i släktet Pterygocythereis och familjen Trachyleberididae. Inga underarter finns listade i Catalogue of Life.